# Sułakkan
Sułakkan (ros. Сулаккан) – rzeka w azjatyckiej części Rosji, w Jakucji; górny bieg Ożoginy. Długość 166 km.
Źródła w Górach Momskich; w górnym i środkowym biegu płynie w kierunku północnym wąską doliną, ma charakter rzeki górskiej; w dolnym biegu płynie w kierunku północno-wschodnim po terenie nizinnym, silnie meandrując; łączy się z rzeką Delkiu, tworząc Ożoginę.